# Chilian Geografic
Chilian Geografic es una serie animada chilena en animación 2D en metraje 60fps producida por la productora Pájaro y emitida por Chilevisión. Fue creada por Bernardita Ojeda (responsable de la serie animada puertorriqueña de crimen, acción, drama y suspenso para adultos El Ojo Viudo), Guayi y Marco Silva (quien participó en Plan Z y la versión chilena de Duro de Domar). También fue distribuido por la productora Atiempo (El Ojo del Gato, La Cueva de Emiliodón, Ozie Boo!, La Tortuga Taruga, entre otras). Fue estrenada el día 14 de abril de 2007 en horario matinal. Originalmente su estreno estaba proyectado para el 24 de marzo de 2007, sin embargo, el retraso se debió principalmente a la mejora de algunos detalles en algunos capítulos de la serie para su emisión definitiva.
Esta serie como proyecto obtuvo el Premio del Fondo del Consejo Nacional de Televisión 2006 en la categoría Niños Mayores de 7 años.

## Historia
La historia trata sobre un millonario ecologista llamado Harry Michaels Moreno quien recorre el mundo en búsqueda de animales en peligro de extinción para llevarlos a vivir a bordo de su lujoso crucero.

## Producción y desarrollo de la serie

### Técnica
La serie combina animación 2D y gráfica animada, además de incluir escenas grabadas en vivo, en su mayoría niños que emiten opiniones sobre ciertos temas de su edad, por ejemplo, qué hacen cuando tienen miedo.
Dentro del lado de la producción de la serie se destaca la participación de Rodrigo Salinas (Voz de Juanín Juan Harry y guionista de 31 minutos) y del escritor Sergio Missana.

### Música y voces
La música de la serie está compuesta por Andrés Valdivia, quien participó en la banda sonora de la película chilena Se arrienda.
Dentro del reparto se destaca la participación de Alma Wilhelme (quien hizo la voz doblada de Celia en Monsters, Inc.), la cual interpreta la voz de uno de los personajes y es directora de voces de la serie.

## Personajes
- Harry Michaels Moreno: Es el hombre millonario  encargado de recorrer el mundo en su arca en búsqueda de animales en peligro de extinción. Se caracteriza por ser expresivo, enérgico y relajado. A la hora de tomar decisiones es extremadamente relajado.
- Danilo (Pudú): Este pudú se caracteriza por ser paranoico, maniático, supersticioso y por sobre todas las cosas miedoso. Es un animal que constantemente vive en pánico y se nota en cada acción o cosa que dice. Su única intención es tratar por todos los medios de seguir viviendo.
- Lucho (Puma): Este animal se caracteriza por ser gordo, torpe y flojo, pero muy simpático, y le encanta comer. Tiene un amigo inseparable llamado Toti.
- Toti (Monito del monte): Este pequeño animal es chico por fuera pero grande por dentro. Es tierno y sensato, y siempre ve la real naturaleza de las cosas. Es el amigo inseparable de Lucho.
- Don Nelson / Astudillo / Pachecho (ratones): Son tres ratones que fueron contratados para trabajar dentro del crucero. Los tres se caracterizan por ser molestosos, torpes, y muy aprovechados.
- Quena (Chinchilla): Esta chinchilla es muy organizada y ordenada, pero un poco aburrida. Es profesora y se encarga de enseñar a los animales del arca.
- Otomo (Gorila): Este gorila nacido en Kenia y el primer animal salvado por Harry es el guardia de la entrada al crucero. Otomo aprovecha su trabajo para dar órdenes a la tripulación laboral del crucero. Por esto es muy malhumorado y tiene pocas amistades.
- Facundo (Cóndor): Este animal es temido dentro del crucero, ya que es abusador y muy adepto al comentario irónico. Se caracteriza por ser físicamente grande y psicológicamente muy egocéntrico. Es amigo de Otomo.
- Pampita (Vicuña): Esta vicuña se caracteriza por su belleza y sensualidad, razón por la cual ha logrado varias cosas, entre ellas el acceso al crucero y ciertas cosas de este.
- Lola (Flamenco): Este flamenco prioriza la libertad en su vida, por lo que vive en comunidad con varios animales hippies, muchos de los cuales lograron ser amigos de ella. Proviene del norte de Chile.
- Hans (Pingüino): Este animal es muy egocéntrico, insoportable y egoísta; debido a que todo lo que le rodea lo considera una vergüenza y que no está a su altura.
- Marcial (Huemul): Este animal es el sueño de todo huemul hembra. Es muy atlético y fino, y tiene muy buena atractivo por su físico. Se considera un prototipo del caballero perfecto, ya que tiene todo lo que los demás animales envidian, y que cuando hace algo lo hace bien y le sale bien.
- Chepo / Chemo / Chato (Loros tricahue): Son tres loros que son integrantes de un famoso grupo humorístico basado en rutinas de humor cuyo contenido consiste generalmente en rumores y burlas de la gente, como también piruetas y cantos. Al final del episodio se descubre que son secuaces de Reinaldo quien los envió para liberarlo.
- Reinaldo (Colibrí): Este animal es muy rápido y buena onda, pero aprovecha su velocidad para cometer robos.